# Howard Wilcox

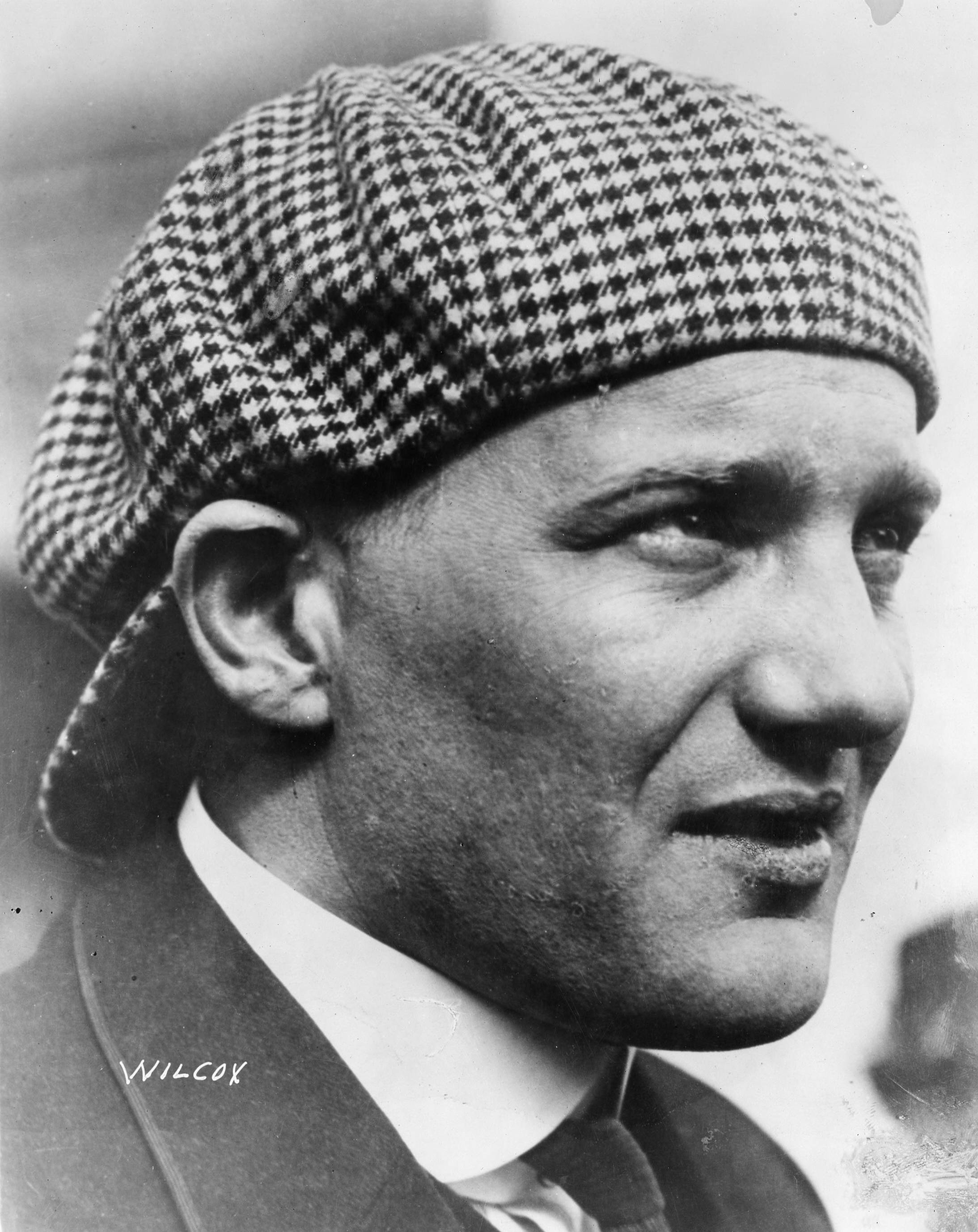
Howard Wilcox 1922

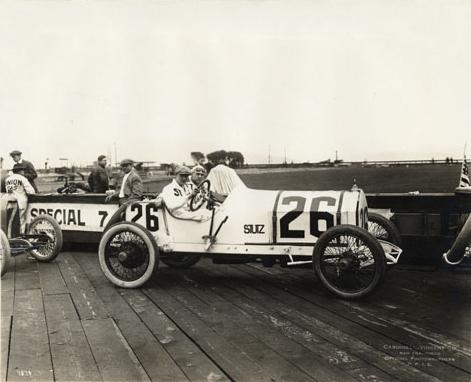
Howard Wilcox beim American Grand Prix 1915

Howard „Howdy“ Wilcox (* 24. Juni 1889 in Crawfordsville, Indiana; † 4. September 1923 in Tyrone, Pennsylvania) war ein US-amerikanischer Autorennfahrer.

## Karriere
Howard Wilcox war einer der hervorstechendsten Rennfahrer aus den Anfangstagen des Rennsports. Er gewann eine Veranstaltung auf dem Indianapolis Motor Speedway, bevor das 500-Meilen-Rennen entstand. Dies war 1910 das 100-Meilen-Rennen Remy Trophy.
1915 hatte er die Ehre, als erster die Pole-Position für das Indianapolis 500 sportlich zu erringen. Er erreichte in einer Qualifikationsrunde eine Durchschnittsgeschwindigkeit von 98,9 mph (159,164 km/h), was auch gleichzeitig der erste Einrundenrekord der Streckengeschichte war. In den Jahren zuvor wurde die Startreihenfolge aufgrund der Reihenfolge der Anmeldungen für das Rennen oder durch Loszug festgelegt.
1916 gewann der den amerikanischen Grand prix zusammen mit Johnny Aitken in einem Peugeot EX5.
Wilcox nahm an allen Austragungen des Indianapolis 500 von 1911 bis 1923 teil. 1919 gewann er das Rennen in einem alten Lyon-Grand-Prix-Peugeot aus dem Jahr 1913. Dies war der letzte Sieg für eine europäische Marke bis 1965 Jim Clark in seinem Lotus gewann. Es war auch der erste Sieg für Goodyear in diesem Rennen und seit Joe Dawson 1912 der erste amerikanische Sieger. In einer rückwirkend berechneten Meisterschaft wurde ihm der Titel für die Saison 1919 der AAA National Championship verliehen. Für das Indianapolis 500 1920 beauftragte Peugeot seinen Designer Maurice Grémillon ein Auto zu entwickeln, welches der neuen 3-Liter-Formel entsprechen sollte. Inspiriert durch die vor dem Krieg üblichen Doppelnocken-Motoren, machte Grémillon einen scheinbar logischen Schritt und entwarf Motoren mit drei oben gelagerten Nockenwellen, fünf Ventilen pro Zylinder und Doppelzündung von zwei separaten Magneten. Diese Fahrzeuge folgten größtenteils Praktiken, wie sie vor dem Krieg verwendet wurden, allerdings mit einigen Unterschieden. Diese Vierzylinder-Motoren wurden in Chassis eingebaut, die über der Frontachse ausschweiften, um die Bodenfreiheit zu reduzieren. Vier Fahrzeuge wurden gebaut, von denen drei nach Amerika zum Indianapolis 500 geschickt wurden, eines wurde zurückbehalten. Die Fahrer waren André Boillot, Jules Goux und Howard Wilcox.
Die Fahrzeuge konnten die gesteckten Erwartungen nicht erfüllen. Ralph DePalma sicherte sich in einem französischen Ballot die Pole-Position. Keiner der drei Peugeot beendete das Rennen. Trotz des theoretischen Vorteils der Dreifach-Nockenwellen-Motoren, war dieses Konzept kein Erfolg. Die Fahrzeuge gingen zurück nach Frankreich und die Motoren wurden durch Motoren mit zwei Nockenwellen ersetzt. Auch 1921 waren die Peugeot nicht erfolgreich. Wilcox fiel aus, nachdem er maximal auf dem dritten Platz im Rennen lag.
Howard Wilcox starb 1923 bei einem Unfall auf dem Altoona Speedway.